# Capena
Capena is een gemeente in de Italiaanse provincie Rome (regio Latium) en telt 11009 inwoners (31-12-2020). De oppervlakte bedraagt 29,5 km², de bevolkingsdichtheid is 193 inwoners per km².

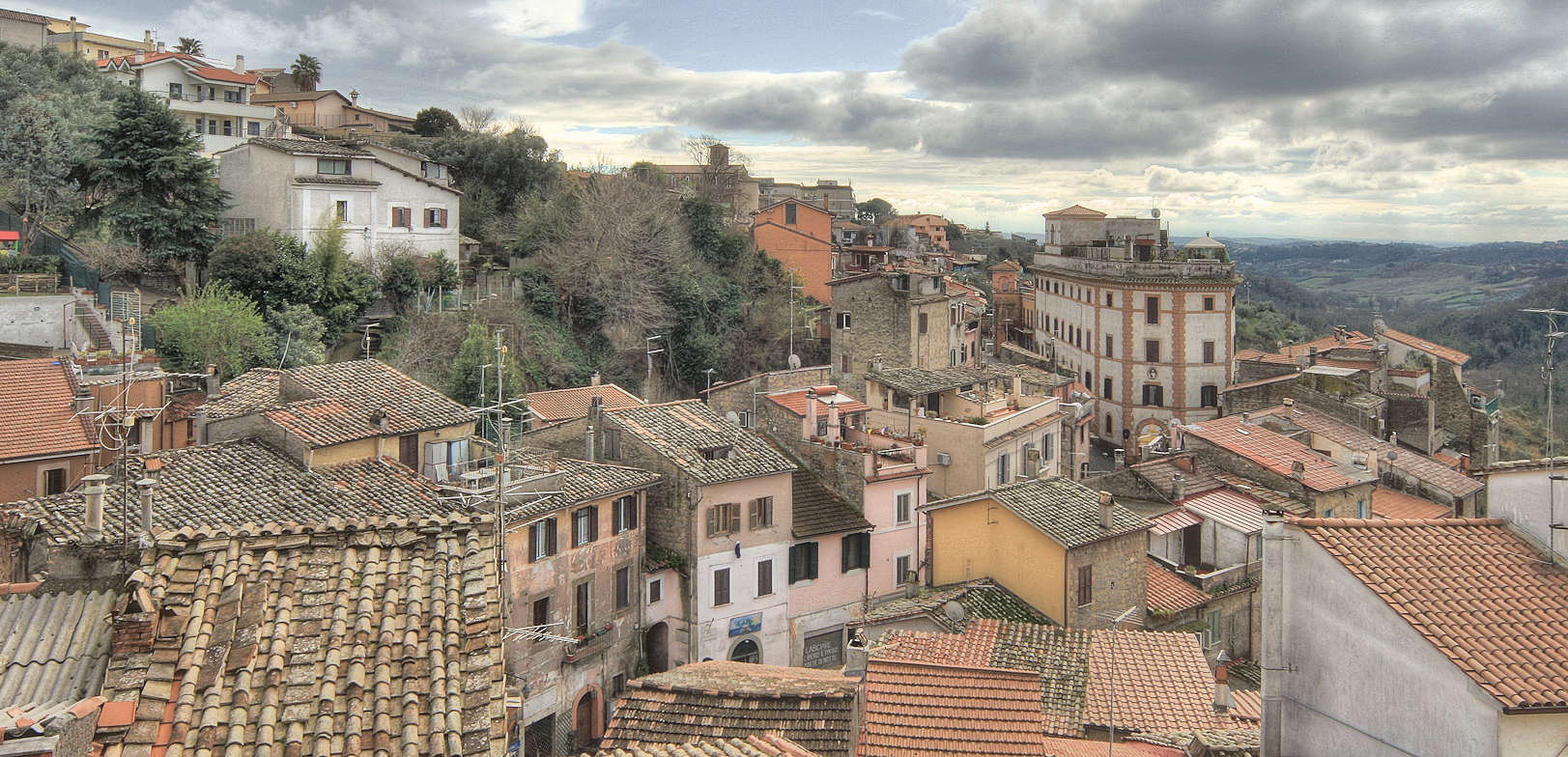
Capena
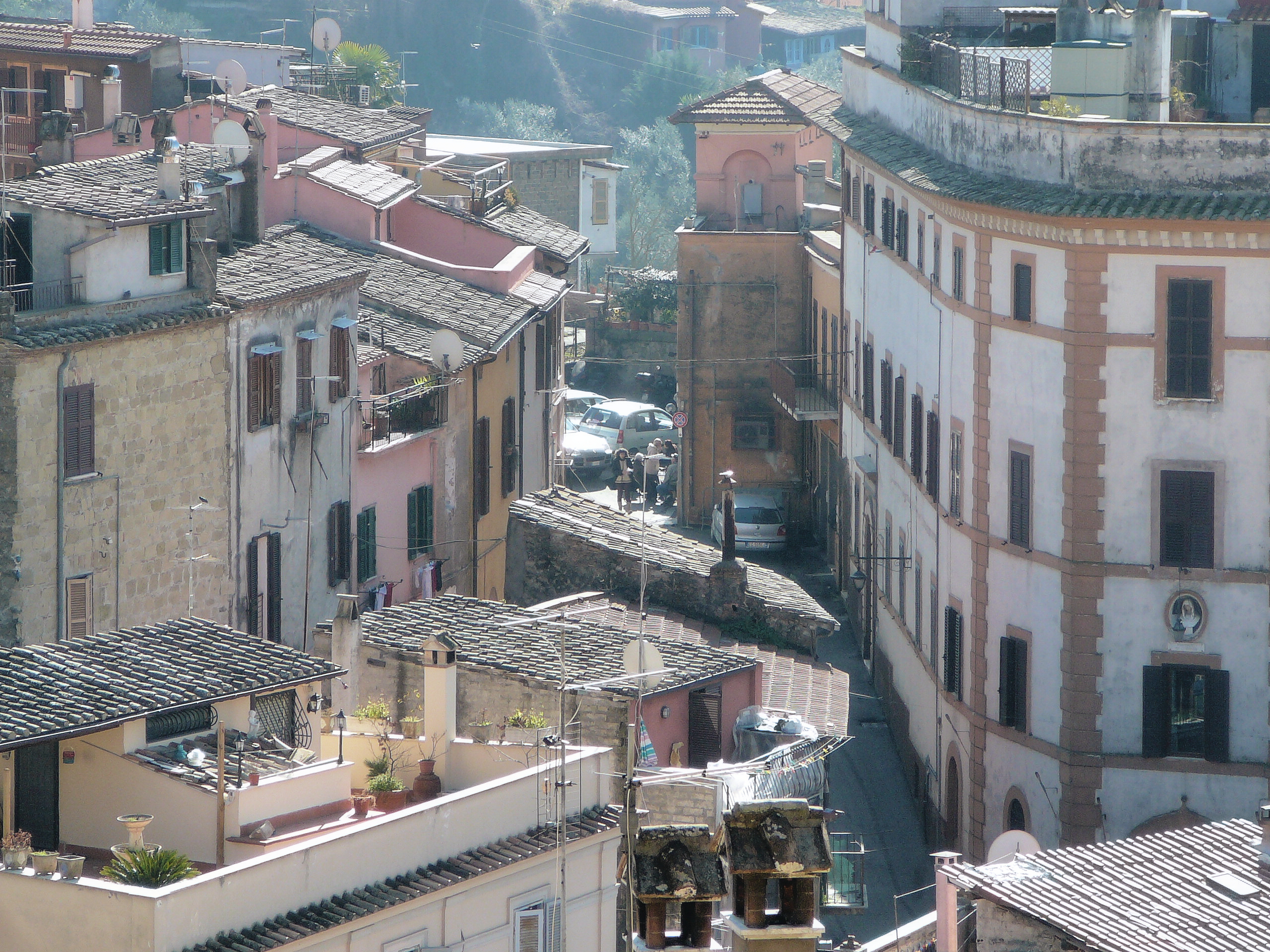
Via Fausto Cecconi
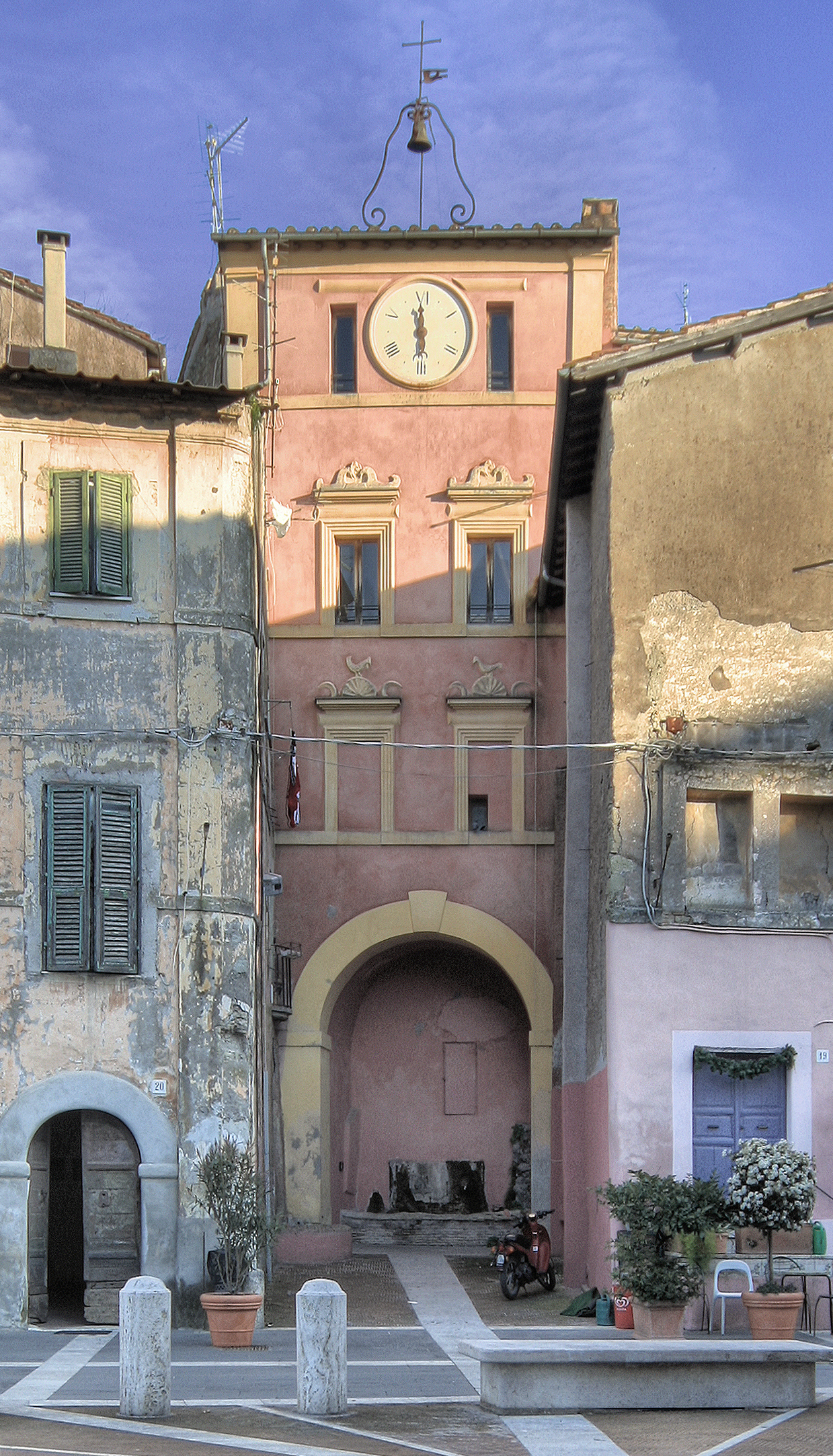
Klokkentoren van Capena
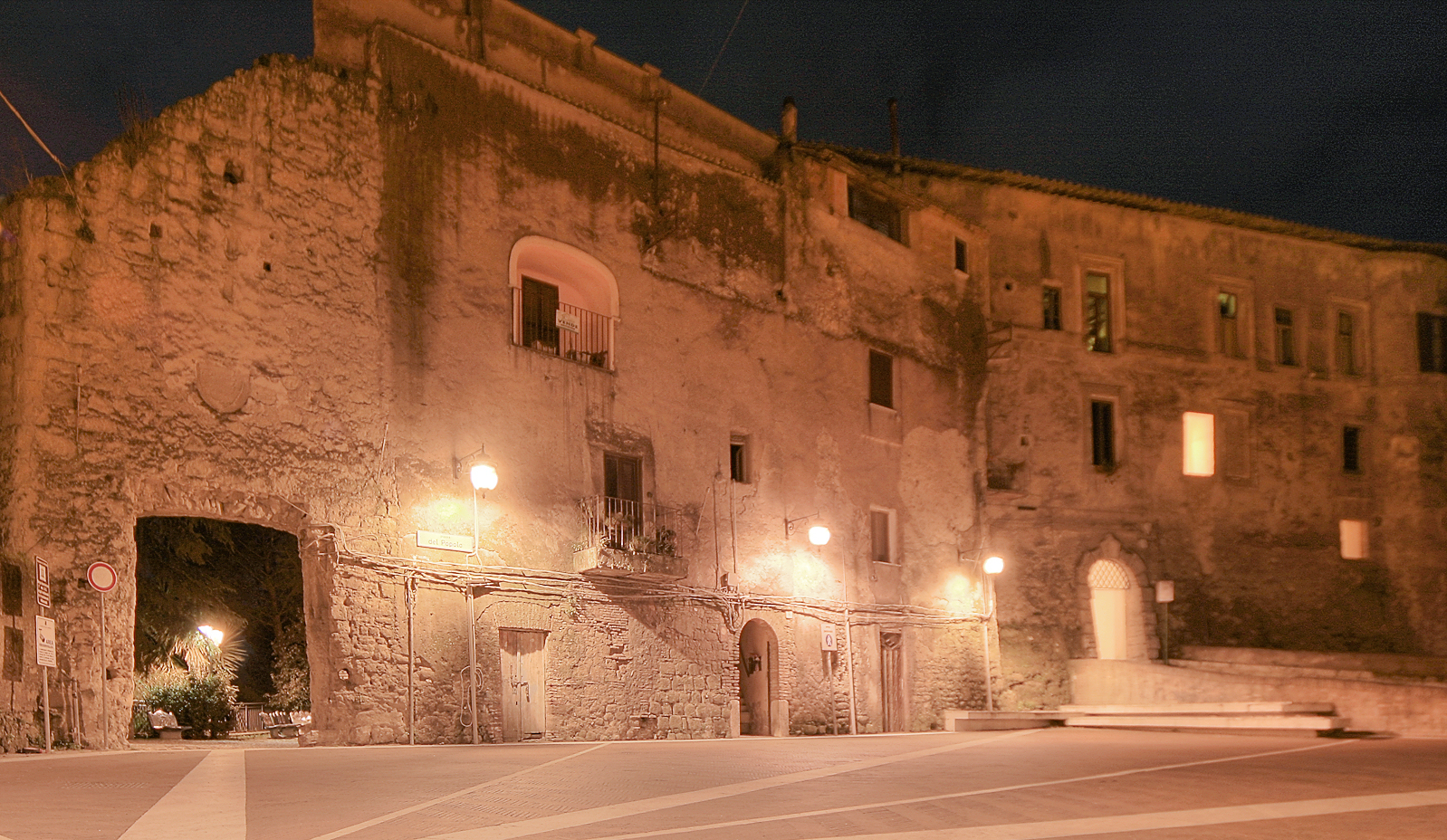
Voormalig klooster
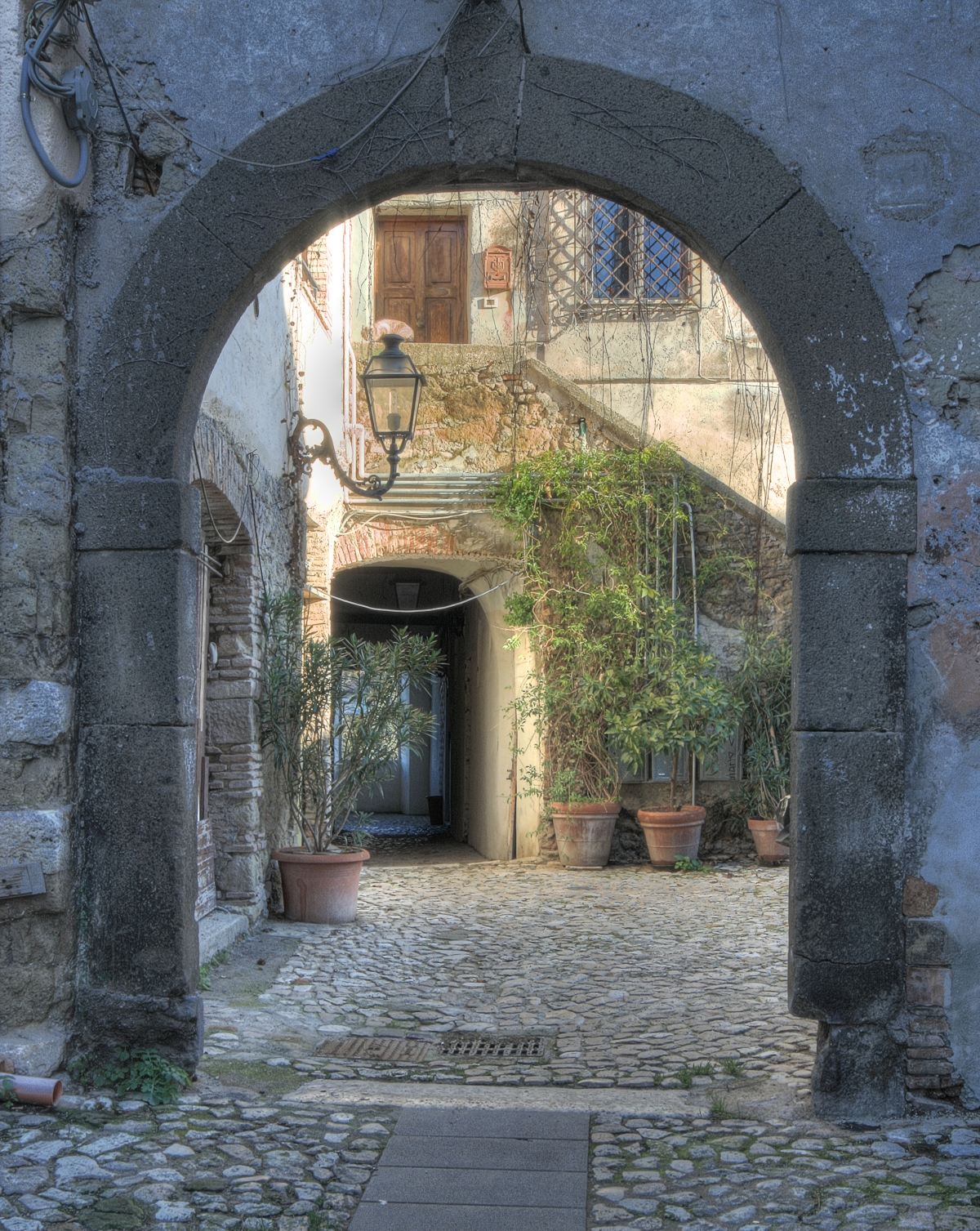
Binnenplaats van het voormalig klooster
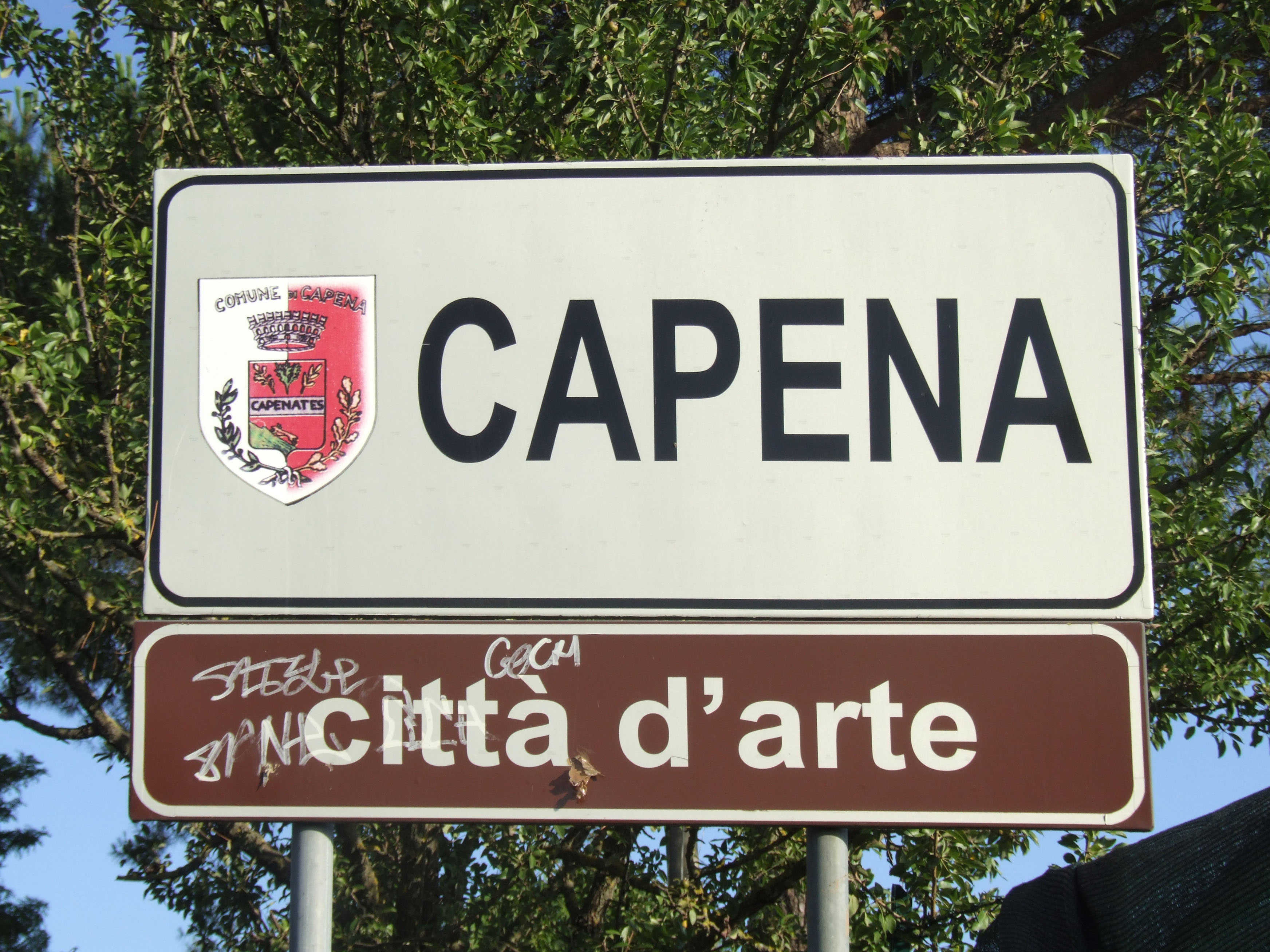

## Demografie
Capena telt ongeveer 2576 huishoudens. Het aantal inwoners steeg in de periode 1991-2001 met 19,5% volgens cijfers uit de tienjaarlijkse volkstellingen van ISTAT.
| Jaar | Inwoneraantal |
| ---- | ------------- |
| 1991 | 4875          |
| 2001 | 5826          |

## Geografie
De gemeente ligt op ongeveer 160 m boven zeeniveau.
Capena grenst aan de volgende gemeenten: Castelnuovo di Porto, Civitella San Paolo, Fiano Romano, Montelibretti, Monterotondo, Morlupo, Rignano Flaminio.